# Bip (Sendung)
Bip (hebräisch ביפ) ist ein Comedy-Web-Produkt der israelischen Keshet Media Gruppe. Das dazugehörige TV-Format läuft auf dem unternehmenseigenen Fernsehsender Israel’s Channel 2.
Als ein Programm des israelischen Fernsehsenders HOT im Jahr 2000 gegründet, endete die Sendung Bip auf HOT und ging am 31. Dezember 2010 als wöchentliche Comedy-TV-Ausstrahlung und Web-basierte-Ausstrahlung auf Sendung. Vor dem Wandel zur Sendung wurden auf dem TV-Sender israelische Serien, darunter BeHafra'a, das inländische Pendant zu Distraction, Mahadura Mugbelet, eine Satire und Projekt Bip, die Web-basierte Stand-Up-Comedy, ausgestrahlt. Über die Jahre strahlte der Sender viele ausländische Serien unter dem Hinweis des Kinderjugendschutzes, aus.

## Eigene Sendungen
- Bobby and Me
- Ahmed and Salim
- Layla Be'Kef
- Citizen Kopatch
- Yalla, Next
- Efrat Touring Israel
- M.K. 22
- Toffee and the Gorrila[1]

## Ausländische Sendungen
| - ALF - Buffy the Vampire Slayer - Comedy Central Presents - Comedy Inc. - Cowboy Bebop - Curb Your Enthusiasm - Dilbert - Everybody Hates Chris - Frasier - Friends - Futurama | - Happy Tree Friends - I Bet You Will - Just Shoot Me! - MADtv - Malcolm in the Middle - Married… with Children - Monty Python’s Flying Circus - NewsRadio - Reno 911! - Seinfeld - Soap | - South Park - Star Trek - The Benny Hill Show - The Cosby Show - The Drew Carey Show - The Larry Sanders Show - The Marriage Ref - The Simple Life - The Simpsons - The Wonder Years |